# Mateu I de Foix

Armes de Mateu I de Foix

Mateu I de Foix (? - 1398) fou vescomte de Castellbò i baró de Castellví de Rosanes i Montcada (1381-1398); comte de Foix, vescomte de Bearn i de Marsan (1391-1398); i senyor d'Andorra, Donasà (Donauzan) i Nebosan.

## Orígens familiars
Segon fill de Roger Bernat II de Castellbò i la seva esposa Guerauda de Navailles. Succeí el 1381 al seu pare al vescomtat de Castellbò i ho feu el 1391 al cosí del seu pare Gastó III de Foix, el qual s'havia quedat sense hereu.

## Núpcies
Es casà el 4 de juny de 1392 amb Joana d'Aragó, filla del comte-rei Joan I d'Aragó i la seva primera esposa Mata d'Armanyac. D'aquesta unió no nasqueren fills.

## Ascens al tron comtal
Des del 1382 aspirava a succeir al seu parent el comte de Foix i tenia el suport del rei Joan I de Catalunya-Aragó, amb la filla del qual es va casar. A la mort de Gastó Febus un dels seus bastards, Ivain, va assumir la regència. Finalment Mateu, mitjançant un fort pagament va aconseguir el 20 de desembre de 1391 l'anul·lació de l'acord entre Febus i el rei de França. Immediatament Mateu va prendre el títol de comte de Foix i vescomte de Bearn i va fer homenatge pel comtat al rei de França el 1392.
El 1396 va envaïr Catalunya per la seva pretensió al tron a la mort de Joan el Caçador, i després de rebutjar-la, Martí l'Humà li confisca la Baronia de Castellví de Rosanes i de Montcada i el 1397 és incorporada a la corona. La Baronia seria un dels molts títols dels reis catalans fins al 1474, quan el rei Joan II la va vendre als Requesens en la persona de Lluís de Requesens i Joan de Soler.
Mateu va morir el 1398 sense deixar fills i la successió va recaure en sa germana Isabel o Elisabet de Castellbò, anomenada generalment Isabel de Foix.